# Back to Skull
Back to Skull é o décimo segundo EP da banda They Might Be Giants, lançado a 16 de Agosto de 1994.
| Críticas profissionais                                                      | Críticas profissionais |
| Avaliações da crítica                                                       | Avaliações da crítica  |
| Fonte                                                                       | Avaliação              |
| --------------------------------------------------------------------------- | ---------------------- |
| allmusic                                                                    | [ 2 ]                  |
| Robert Christgau                                                            | (sem nota)             |
| Esta tabela precisa de ser acompanhada por texto em prosa. Consulte o guia. |                        |

## Faixas
Todas as faixas por They Might Be Giants.
1. "Snail Shell" - 3:21
2. "Ondine" - 2:32
3. "She Was A Hotel Detective" - 3:21
4. "Mrs. Train" - 3:00
5. "Snail Dust" - 3:38